# Долгая разлука (фильм, 1984)
«Долгая разлука» (малаял. നോക്കെത്താ ദൂരത്ത് കണ്ണും നട്ട്, Nokkethadhoorathu Kannum Nattu) — индийский художественный фильм 1984 года. Автор сценария и режиссёр Фазиль.
В этом фильме дебютировала Надия Моиду. Фильм был хорошо встречен критиками и получил награду штата Керала за «Лучший фильм по народной популярности и эстетическим ценностям». Благодаря положительным отзывам критики и коммерческому успеху фильма, Фазиль снял версию фильма на тамильском языке «Долгая разлука», в которой Надия Моиду и Падмини исполнили те же роли. Остальные роли исполнили другие актёры, в том числе Моханлала сменил С. В. Шекхар.

## Сюжет
В селе живёт весьма почтенная пожилая женщина по имени Куньоньямма (Падмини). Она неприветлива и раздражительна и потому служит объектом для злых шуток окружающих. Например, когда Куньоньямма идёт она в храм, по дороге шутник непременно выбегает и чихает на неё. Соседские мальчишки из озорства звонят в дверь, а молодой мужчина по имени Шрикумар (Моханлал), живущий в соседнем доме, включает музыку на полную громкость, чтобы досадить старухе. Когда друг Шрикумара упрекает его в жесткости по отношению к старой женщине, тот отвечает: «Знаешь, здесь такая скука! …Я мечтаю под музыку — вдруг вместо старой карги появится юная красотка…»
Неожиданно к старухе приезжает её внучка, красивая, остроумная, современная девушка по имени Джирли (Надия Мойду). Однако, бабушка сперва долго не хотела её впускать в свой дом, а затем всячески старалась внучку выпроводить. Такое поведение старой женщины было обусловлено событиями, произошедшими много лет тому назад. Обожая свою дочь, Куньоньямма согласилась выдать её замуж при одном условии: молодожёны должны были жить вместе с нею. Однако молодые супруги всё-таки уезжаю, и через некоторое время дочь Куньоньяммы умирает. Куньоньямма умоляла зятя отдать ей на воспитание внучку, даже пыталась добиться этого через суд, но девочка осталась с отцом. И вот теперь она не хочет принимать внучку — она боится привязать к девушке, потому что, если та потом опять вернётся к отцу, бабушке вновь испытает эмоциональное потрясение, как много лет назад, когда от неё уехала дочь.
Внучка поклялась, что не покинет бабушку до самой смерти, и они начали новую жизнь, постепенно сближаясь. Появление Джирли преобразило жизнь Куньоньямма: молодая весёлая девушка очаровала всех соседей и в доме у ранее угрюмой и неприветливой старухи поселилась атмосфера праздника, к ним зачастили гости. Только с молодым соседом Шрикумаром у Джирли отношения не сложились. Остроумная и находчивая девушка подшутила над провинциальным увальнем, а тот воспринял шутку как оскорбление и после жестоко за неё отомстил, в результате чего у Джирли оказалась травмирована рука. Однако, затем Шрикумар влюбляется в Джирли.
Неожиданно приезжает отец девушки (К. П. Уммер). Куньоньямма с проклятиями прогоняет его. Джирли говорит бабушке, что она несправедлива к зятю, что её любовь к дочери была эгоистичной, что желая оставить дочь возле себя, она возненавидела зятя. Что отец Джирли очень любил свою жену и после её смерти так и не женился. И не мог отдать свою дочь тёще, потому что души в Джирли не чаял. Куньоньямма, устыженная словами внучки, впускает зятя в дом. Выясняется, что Джирли смертельно больна и спасти её может только операция, от которой девушка отказывается. Именно поэтому Джирли и приехала жить к Куньоньямме — она хотела перед смертью познакомиться со своей бабушкой. Куньоньямма, узнав, что вскоре может потерять и внучку, подмешивает той снотворное и Джирли в бессознательном состоянии увозят в больницу на операцию.

## В ролях
| Актёр             | Роль                  |
| ----------------- | --------------------- |
| Падмини           | бабушка Куньоньямма   |
| Надия Мойду       | внучка Джирли         |
| Моханлал          | Шрикумар, сосед       |
| Фазиль            | Алекс, друг Шрикумара |
| Маниянпилла Раджу | Абду                  |
| Тхилакан          | Александр             |
| Сукумари          | мать Шрикумара        |
| К. П. Уммер       | отец Джирли           |
| Недумуди Вену     | священник             |

## Саундтрек
Все тексты написаны Биччу Тирумала, вся музыка написана Джерри Амальдевом.
| №  | Название             | Исполнители          | Длительность |
| -- | -------------------- | -------------------- | ------------ |
| 1. | «Kiliye Kiliye»      | К. С. Читра и хор    | 4:27         |
| 2. | «Aayiram Kannumaayi» | К. С. Читра и хор    | 5:01         |
| 3. | «Aayiram Kannumaayi» | К. Дж. Йесудас и хор | 4:49         |